# Britannia Range (Kanada)
Die Britannia Range ist ein kleiner Gebirgszug der Coast Mountains in der kanadischen Provinz British Columbia.

## Geographie
Die Britannia Range verläuft entlang des Ostufers des Howe Sound nördlich von Vancouver. Sie ist Teil der Pacific Ranges und wird oft als Teil der North Shore Mountains anerkannt. Der Gebirgszug wird vom Howe Sound im Westen, dem Stawamus River im Norden, dem Loch Lomond am oberen Seymour River im Osten und dem Deeks Lake im Süden begrenzt. Auf den offiziellen Karten erstreckt sich die Kette jedoch weiter südlich dieser Grenzen, und viele lokale Quellen wie Wanderführer schließen oft alle Berge entlang des Howe Sound zwischen Deeks Lake und Cypress Mountain als Teil der Kette mit ein.
Der höchste Berg der Britannia Range ist der Sky Pilot Mountain (2031 m), ein hornförmiger, markanter Gipfel, der vom BC Highway 99 aus bei der Fahrt von Whistler nach Squamish zu sehen ist.

## Geologie
Die Geologie der Britannia Range unterscheidet sich von den stark granitischen North Shore Mountains aufgrund des hohen Anteils vulkanischer (wie im Watts Point Volcanic Centre) und sedimentischer Gesteine wie Sandstein und Schiefer.

## Geschichte
Der Gebirgszug wurde 1859 durch Captain Richards nach dem 100-Kanonen-Schiff HMS Britannia benannt, welches bei der Seeschlacht bei Kap St. Vincent (1797) und der Schlacht von Trafalgar (1805) zum Einsatz kam. Die Namen der Berge in der Kette beziehen sich auf das britische Königshaus; so stehen Mount Hanover und Mount Windsor für die Namen der Dynastie. Auch die Kleinstadt Britannia Beach ist nach dieser Logik benannt.